# Ari Lehman
Ari Lehman (Brooklyn, 2 de mayo de 1965) es un actor y músico, conocido por haber sido el primer actor en interpretar a Jason Voorhees en la primera película de la serie Friday the 13th, en el año 1980. Nació el 2 de mayo de 1965 en Brooklyn, Nueva York, Estados Unidos.
Actuó en una película por primera vez en el año 1979, un año después, con quince años interpretó a Jason Vorhees cuando era un niño, solo tardó cuatro días en filmar sus escenas correspondientes.

## Biografía
Nacido en Nueva York, se trasladó a temprana edad a Westport, Connecticut, allí aprendió a tocar piano, especializándose en la música clásica y en el jazz. Reconocido en una edad temprana para sus capacidades musicales, Ari Lehman fue presentado en una concesión de excelencia pianista y fue becado para ingresar a la escuela de música Berklee School of Music, gracias a Billy Taylor. También ligado activamente al teatro y al cine fue presentado en una audición para la película "Manny's Orphan's" de Sean S. Cunnngham, filmada en 1980, donde obtuvo su primera aparición en el cine. Compuso la banda sonora de la película Vampira: The Movie. Tiene una banda de Horror punk llamada FIRSTJASON con la que ya saco una demo el cual se puede conseguir en su página de Myspace.
Actualmente reside en Chicago, Illinois, junto a su esposa Elaine.

## Filmografía
| Título                                          | Año  | Rol                                | Notas                                        |
| ----------------------------------------------- | ---- | ---------------------------------- | -------------------------------------------- |
| Manny's Orphans                                 | 1978 | Roger                              | También se distribuye bajo el nombre de Kick |
| Friday the 13th                                 | 1980 | Jason Voorhees                     |                                              |
| ThanXgiving                                     | 2006 | Delbert Eaton                      |                                              |
| Three Thug Mice                                 | 2008 | Narrador                           | Cortometraje                                 |
| Hell-ephone                                     | 2008 | Profesor Goldman/The Circuit Maker |                                              |
| Terror Overload                                 | 2009 | Ray Rae                            |                                              |
| His Name Was Jason: 30 Years of Friday the 13th | 2009 | Él mismo                           | Documental                                   |
| Night on Has Been Mountain                      | 2010 | Hombre invisible                   |                                              |
| The Girl                                        | 2011 | The Man                            |                                              |
| House of Forbidden Secrets                      | 2013 | Building Crewman                   |                                              |
| Easter Sunday                                   | 2014 | Cartero                            |                                              |
| The Wicked One                                  | 2014 | Conde espeluznante                 |                                              |
| Pi Day Die Day                                  | 2016 | Director Hayward                   |                                              |